# 레너드 프레이

레너드 프레이(영어: Leonard Frey, 1938년 9월 4일 ~ 1988년 8월 24일)는 미국의 배우이다.
브루클린에서 태어났으며 뉴욕에서 사망하였다.

## 방송
- 미스터 선샤인

## 영화
- 타투 (1981년)
- 신병 교육대 (1980년)
- 지붕 위의 바이올린 (1971년)
- 텔 미 댓 유 러브 미, 주니 문 (1970년)
- 밴드의 소년들 (1970년)